# Metadioctria resplendens
Metadioctria resplendens är en tvåvingeart som först beskrevs av Friedrich Hermann Loew 1872.  Metadioctria resplendens ingår i släktet Metadioctria och familjen rovflugor. Inga underarter finns listade i Catalogue of Life.